# BAFTA 1999

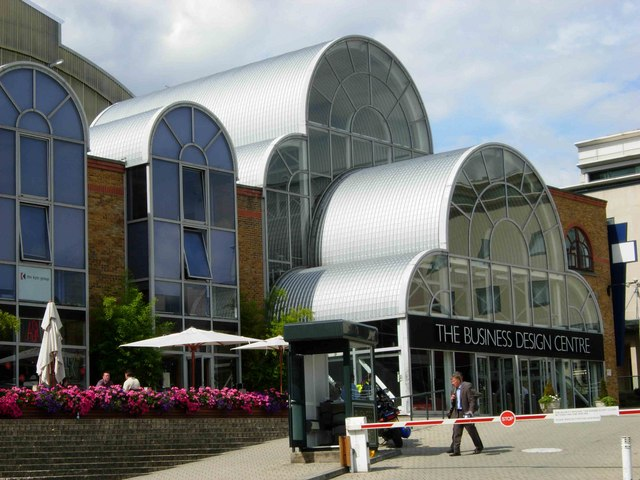
Business Design Centre em Londres, local do evento

A 52.ª cerimônia de entrega da British Academy of Film and Television Arts (ou BAFTA 1999) foi uma transmissão televisiva, produzida pela própria condecoração, para premiar os melhores atores, técnicos e filmes de 1998. O filme premiado na categoria mais importante da noite (melhor filme) foi Shakespeare in Love.
A cerimônia, marcada para 11 de abril de 1999, foi realizada no Royal Albert Hall, em Londres, Reino Unido. O anfitrião foi o comediante britânico Jonathan Ross.

## Cronograma
| Data                | Evento                         |
| ------------------- | ------------------------------ |
| 2 de março de 1999  | Anúncio dos indicados ao BAFTA |
| 11 de abril de 1999 | Cerimônia do BAFTA 1999        |

## Vencedores e indicados
| Melhor Filme | Melhor Diretor |
| --- | --- |
| - Shakespeare in Love - Elizabeth - Saving Private Ryan - The Truman Show | - Peter Weir – The Truman Show - Shekhar Kapur – Elizabeth - Steven Spielberg – Saving Private Ryan - John Madden – Shakespeare in Love                                                                                   |
| Melhor Ator | Melhor Atriz |
| - Roberto Benigni – La vita è bella como Guido Orefice - Michael Caine – Little Voice como Ray Say - Tom Hanks – Saving Private Ryan como John Miller - Joseph Fiennes – Shakespeare in Love como William Shakespeare | - Cate Blanchett – Elizabeth como Rainha Elizabeth - Emily Watson – Hilary and Jackie como Jacqueline du Pré - Jane Horrocks – Little Voice como Laura Hoff - Gwyneth Paltrow – Shakespeare in Love como Viola de Lesseps |
| Melhor Ator Coadjuvante | Melhor Atriz Coadjuvante |
| - Geoffrey Rush – Elizabeth como Francis Walsingham - Geoffrey Rush – Shakespeare in Love como Philip Henslowe - Tom Wilkinson – Shakespeare in Love como Hugh Fennyman - Ed Harris – The Truman Show como Christof   | - Judi Dench – Shakespeare in Love como Rainha Elizabeth - Lynn Redgrave – Gods and Monsters como Hanna - Brenda Blethyn – Little Voice como Mari Hoff - Kathy Bates – Primary Colors como Libby Holden                   |
| Melhor Roteiro Original | Melhor Roteiro Adaptado |
| - The Truman Show — Andrew Niccol - La vita è bella — Roberto Benigni - Shakespeare in Love — Marc Norman e Tom Stoppard - Elizabeth — Michael Hirst                                                                  | - Primary Colors — Elaine May - Hilary and Jackie — Frank Cottrell Boyce - Little Voice — Mark Herman - Wag the Dog — Hilary Henkin e David Mamet                                                                         |
| Melhor Cinematografia | Melhor Filme Britânico |
| - Elizabeth — Remi Adefarasin - Shakespeare in Love — Richard Greatrex - The Truman Show — Peter Biziou - Saving Private Ryan — Janusz Kamiński                                                                       | - Elizabeth - Hilary and Jackie - Little Voice - Lock, Stock and Two Smoking Barrels - My Name is Joe - Sliding Doors |
| Melhor Trilha Sonora | Melhor Sonografia |
| - Elizabeth — David Hirschfelder - Shakespeare in Love — Stephen Warbeck - Saving Private Ryan — John Williams - Hilary and Jackie — Barrington Pheloung                                                              | - Saving Private Ryan - Hilary and Jackie - Shakespeare in Love - Little Voice |
| Melhor Direção de Arte | Melhores Efeitos Visuais |
| - The Truman Show — Dennis Gassner - Saving Private Ryan — Thomas E. Sanders - Elizabeth — John Myhre - Shakespeare in Love — Martin Childs                                                                           | - Saving Private Ryan - Babe: Pig in the City - The Truman Show - Antz |
| Melhor Figurino | Melhor Maquiagem e Caracterização |
| - Velvet Goldmine — Sandy Powell - Elizabeth — Alexandra Byrne - Shakespeare in Love — Sandy Powell - The Mask of Zorro — Graciela Mazon                                                                              | - Elizabeth — Jenny Shircore - Saving Private Ryan — Lois Burwell e Jeannette Freeman - Shakespeare in Love — Lisa Westcott - Velvet Goldmine — Peter King                                                                |
| Melhor Edição | Melhor Filme Estrangeiro |
| - Shakespeare in Love — David Gamble - Saving Private Ryan — Michael Kahn - Elizabeth — Jill Bilcock - Lock, Stock and Two Smoking Barrels — Niven Howie                                                              | - Central do Brasil ( Brasil) - La vita è bella ( Itália) - Carne trémula ( Espanha) - Le Bossu ( França) |